# Charles Jean-Baptiste Parchappe
Charles Jean-Baptiste Parchappe, né le 4 avril 1787 à Épernay (Marne) et mort le 4 janvier 1866 à Paris, général et homme politique français.

## Biographie
Né d'une famille anoblie par Henri IV au siège d'Épernay, il est le fils d'Antoine Parchappe, receveur des Domaines, écuyer, et Marie Charlotte Rauquil. Il entra à l'École militaire de Fontainebleau le 8 décembre 1804, et y fut nommé sergent-major.

### Campagnes napoléoniennes
Sous-lieutenant en avril 1806 au 56e de ligne, il rejoignit ce corps en Italie, passa en Allemagne pendant la Troisième Coalition, assista comme commandant des détachements auxiliaires aux sièges de Stralsund et de Colbert, fit partie du corps expéditionnaire qui opéra en Danemark sous les ordres du prince de Ponte-Corvo ; et, après la fuite de la Romana, suivit sa division dirigée sur l'Espagne, s'arrêta à Lyon d'où il partit à marches forcées pour aller se joindre à Augsbourg au corps commandé par Masséna.
Nommé lieutenant par l'Empereur après la bataille de Ratisbonne, il assista au combat d'Ebelsberg, passa le Danube devant Vienne avec quelques hommes, alla s'établir dans une maison de plaisance impériale et s'y défendit toute la nuit, continua à se battre héroïquement les jours suivants, et fut décoré de la main de l'Empereur après la bataille d'Essling.
Blessé à la bataille de Wagram par un boulet qui enleva son shako ; il suivit sa division après la campagne de 1809 pour assister en Hollande à l'abdication du roi Louis Bonaparte.
En 1814, ce fut encore l'Empereur qui créa capitaine de voltigeurs le lieutenant Parchappe, en souvenir de sa belle conduite à Essling. Le capitaine Parchappe fit la campagne de Russie avec distinction et y fut blessé.
En 1813, faisant partie du 2° corps, division Dubreton, il combattit à Dresde, à Wachau, à Leipzig, à Hanau. Sa conduite, dans ces diverses affaires, fut digne des plus grands éloges.
Dans la campagne de France,  à Saint-Dizier, à Brienne, à Chaumesnil, à la Rothière, à Troyes, etc., et fut plusieurs fois blessé.
Le 28 janvier 1814, il fut nommé chef de bataillon et officier de la Légion d'honneur sur le champ de bataille.
La Restauration le laissa inactif ; mais il fit la campagne de Belgique et était à la bataille de Ligny et fut de nouveau renvoyé dans ses foyers.

### Restauration

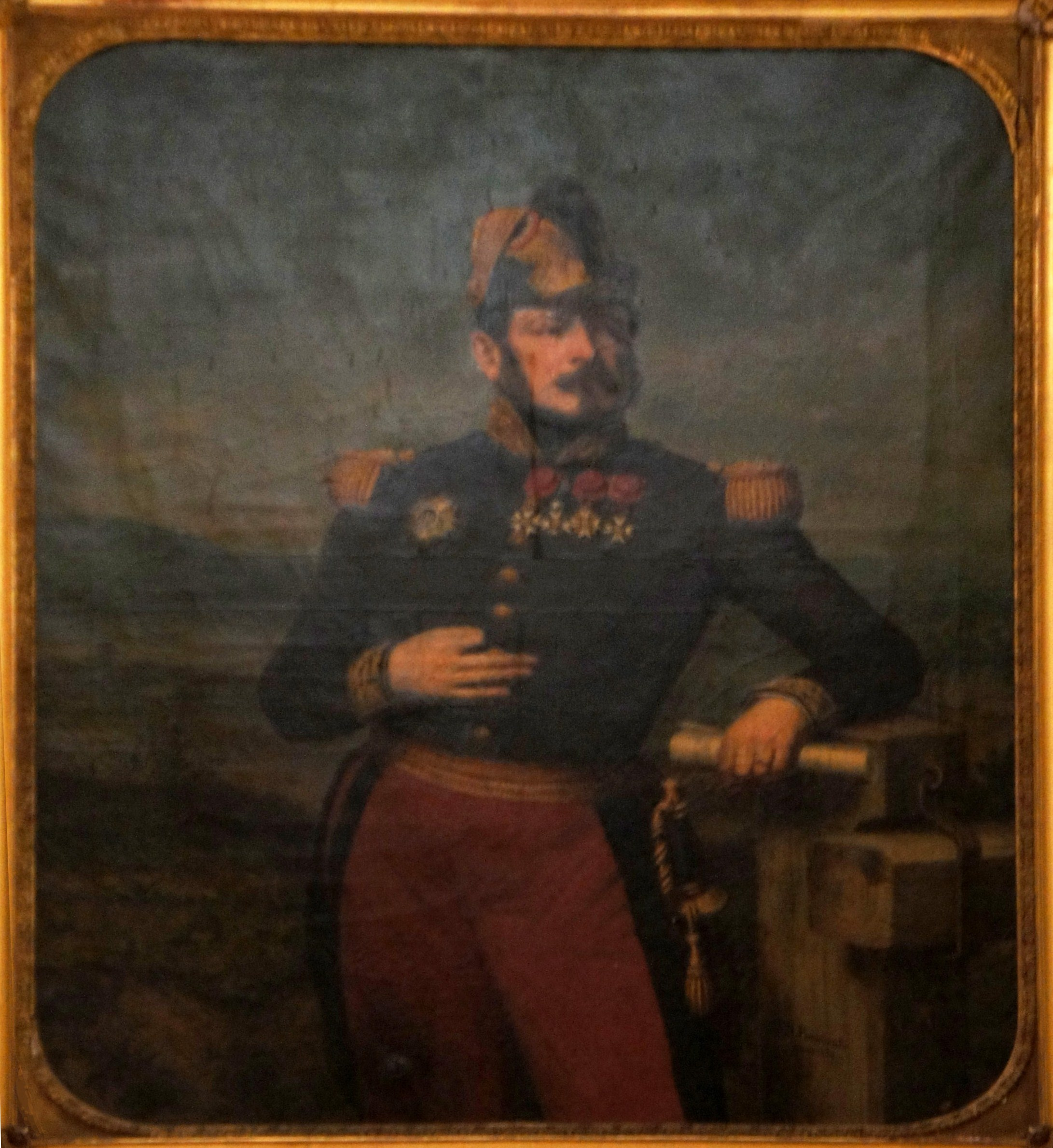
En tenue de général.

En 1823, le commandant Parchappe fit la campagne d'Espagne ; il était chevalier de Saint-Louis, il obtint la croix de Saint-Ferdinand.
En 1823, on le nomma lieutenant-colonel au moment où son régiment (le 51e) allait s'embarquer pour la Guadeloupe, puis colonel de ce même régiment. La révolution de Juillet l'empêcha d'aller le rejoindre aux colonies.
Le 29 juillet, le colonel Parchappe faisait partie de l'état-major du général La Fayette - le 31, il prit possession de la Bourse qu'il fit évacuer ; le 1er août, il fut envoyé en qualité de commissaire provisoire à Saint-Cloud. À son retour, il prit le commandement du 15e de ligne. Il assista aux troubles de Lyon en 1834. Il fit ensuite le Siège de la citadelle d'Anvers (1832) .
Maréchal de camp en 1835, après 34 ans de service, Commandeur de la Légion d'honneur. Il devint général de brigade en 1838 et commandant de la place de Lyon, il fit la conquête de l'Algérie en étant présent à l'Expédition des Portes de Fer ainsi qu'à la bataille du col de Mouzaïa. Il a été promu au grade de général de division le 12 juin 1848 et commandant de la division militaire de Marseille. Il fut Inspecteur de l'infanterie en 1851 .

## Politique

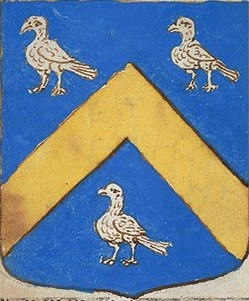
Blason familial.

Il fut député de la deuxième circonscription la Marne aux élections de 1852, 1857 et 1863.
Il meurt en son domicile parisien (66, rue basse du Rempart) le 4 janvier 1866.

## Décorations
- Grand officier de la Légion d'honneur[2]

## Sources
- « Charles Jean-Baptiste Parchappe », dans Adolphe Robert et Gaston Cougny, Dictionnaire des parlementaires français, Edgar Bourloton, 1889-1891 [détail de l’édition]
- « Charles Jean-Baptiste Parchappe », dans Charles Mullié, Biographie des célébrités militaires des armées de terre et de mer de 1789 à 1850, 1852 [détail de l’édition]